# ماربل ولی (آلاباما)
ماربل ولی (به انگلیسی: Marble Valley) یک منطقهٔ مسکونی در ایالات متحده آمریکا است که در شهرستان کوسا، آلاباما قرار دارد. ماربل ولی ۱۵۷٫۸۹ متر بالاتر از سطح دریا واقع شده‌است.